# Carl Bengtson

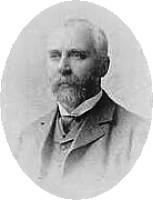
Carl Bengtson.

Carl Bengtson, född 1848, död 5 februari 1902 i Stockholm, var en svensk grosshandlare, affärsman och kvarnägare.

## Biografi
Bengtson hade från en enkel befattning arbetat sig upp och blev så småningom ägare till Uddby kvarn vid Uddbyviken i Tyresö socken. År 1869 kom han till Holmberg & Möller som bedrev handel i mjöl, blev delägare där 1884 och sedan drivande kraft bakom beslutet att låta uppföra en ny modern kvarn åt företaget som tidigare inte haft egen kvarn. Den tekniska och kommersiella utvecklingen gjorde det nödvändigt att koncentrera den nya kvarnverksamheten närmare Stockholm. Resultatet blev den ångdrivna Saltsjökvarn vid Stockholms inlopp som började sin verksamhet på 1890-talet. Samtidigt bildade firman Holmberg & Möller ett aktiebolag, Holmberg & Möllers Qvarnaktiebolag. Då hade både Holmberg och Möller avlidit och Bengtson blev ensam ägare och bolagets verkställande direktör.
Bengtson var ledamot i Stockholms stads stadsfullmäktige och innehade flera förtroendeuppdrag samt åtnjöt stort anseende bland handelns och industrins representanter. Han var även ekonomidirektör i Nya Dagligt Allehanda. Bengtson ägde och bebodde den nybyggda bostadsfastigheten Bajonetten 9 (Strandvägen 53) som han 1899 köpt av grosshandlaren Isaak Hirsch.
År 1902 råkade han dock ut för stora ekonomiska svårigheter på grund av att en av hans affärsbekanta, tobaksfabrikören Johan Bäckström, som gått i borgen för Bengtson, avled den 4 februari 1902 i cancer. Bengtson tog sitt liv dagen därpå och efterlämnade maka och flera barn.